# La cittadella (miniserie televisiva 2003)
La cittadella è una miniserie televisiva del 2003 tratta dall'omonimo romanzo (The Citadel) di Archibald Joseph Cronin. Prodotto dalla Rai, è il rifacimento dell'omonimo sceneggiato del 1964.

## Trama
La miniserie racconta le avventure di un medico di provincia, il dottor Andrew Manson, impegnato a lavorare in un piccolo villaggio minerario del Galles.